# Split/Second: Velocity
Split/Second: Velocity ist ein Arcade-Rennspiel, das vom Britischen Black Rock Studio entwickelt und von Disney Interactive veröffentlicht wurde. Das Spiel erschien am 21. Mai 2010 in Europa für Windows, Playstation 3 und Xbox 360. Eine im Funktionsumfang kaum abgespeckte Version fand zudem am 18. November 2010 den Weg auf die PSP. Nachdem Split/Second: Velocity nicht den erhofften wirtschaftlichen Erfolg gebracht hatte, wurde die Entwicklerschmiede Black Rock Studios von Disney Interactive geschlossen.

## Handlung
Das Spiel handelt von der fiktiven TV-Show Split Second, in welcher die Teilnehmer in einem großen Turnier Rennen um „Geld und Ruhm“ fahren. Der Spieler spielt einen Teilnehmer dieser Show mit dem Ziel, diese zu gewinnen. Die Serie ist in Folgen unterteilt. In jeder Folge gilt es mehrere Rennen verschiedener Arten zu fahren, um damit so sogenannte Credits zu gewinnen, durch welche man weitere Folgen und Autos freischalten kann. Dafür stehen dem Spieler „Powerplays“ zur Verfügung, mit denen die Strecke verändert werden kann, durch auslösende Explosionen Gegner ausgeschaltet und Abkürzungen geöffnet werden können. Am Ende jeder Folge gilt es ein sogenanntes „Eliterennen“ zu fahren, und dabei einen der ersten drei Plätze zu belegen. Ziel des Spiels ist es, bis zur letzten Folge „durchzuhalten“ und als Sieger aus dem Wettbewerb hervorzugehen.

## Fahrzeuge

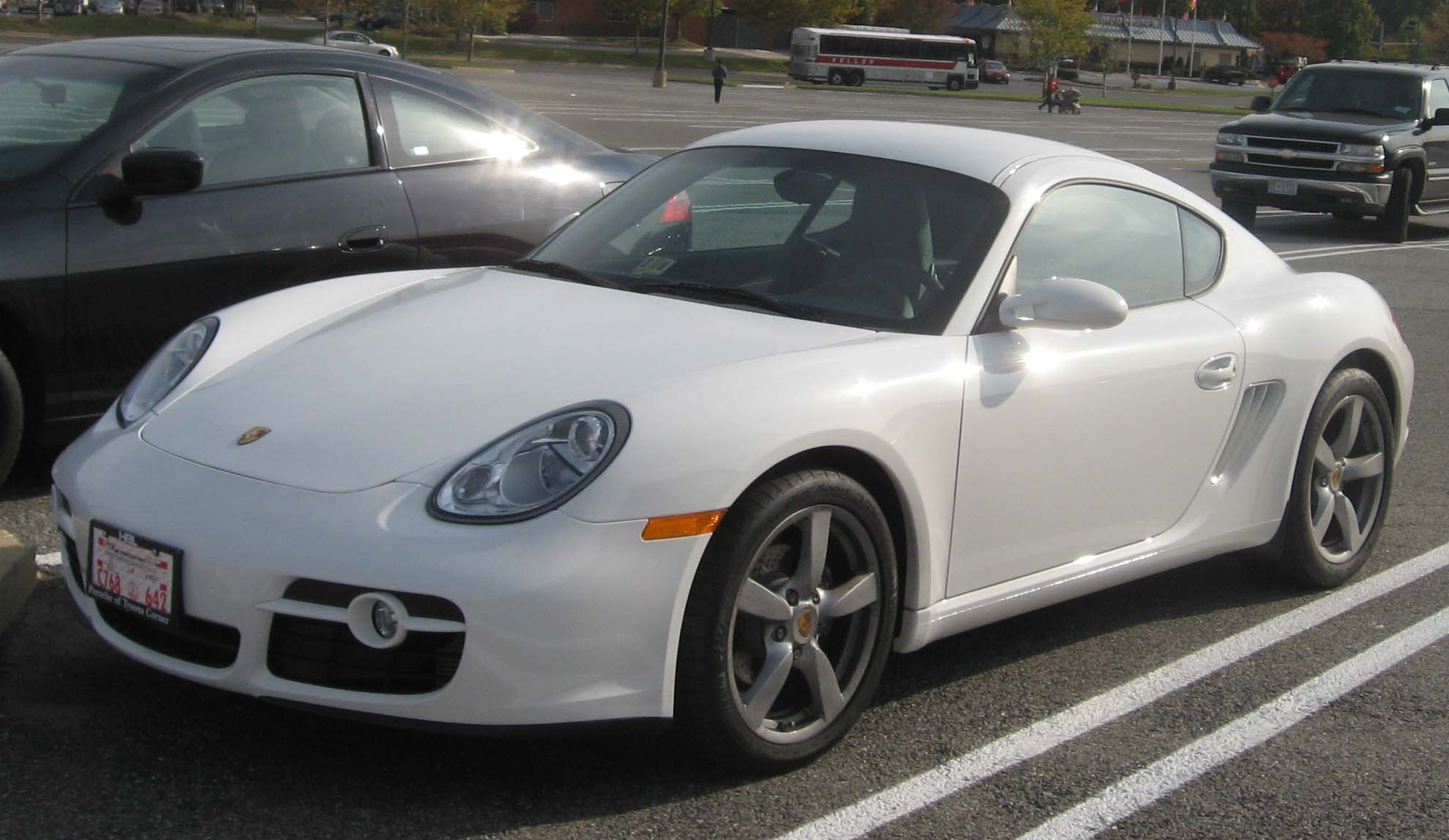
Ein Porsche Cayman diente als Vorlage zu einem Auto in Split/Second

Die Fahrzeuge in Split/Second sind frei erfunden und haben keine Namen von real existierenden Marken. Im Spiel existieren vier erfundene Fahrzeugmarken: Cobretti, Hanzo, Ryback und Elite, obwohl die meisten Fahrzeuge nach dem Vorbild echter Autos gestaltet sind. Dies liegt daran, dass die nötigen Lizenzen meistens nicht vorhanden waren.

## DLC
Zu Split/Second wurde ein DLC veröffentlicht, welches alle Fahrzeuge, Strecken und Spielmodi freischaltet. Weiterhin wurde ein zweites DLC mit dem Namen „Hyper Car“ veröffentlicht. Dieses enthält vier neue Fahrzeuge. Ein weiterer DLC bringt neue Lackierungen für alle im Spiel verfügbaren Elite-Modelle. Zudem wurden drei komplett neue Spielemodi durch jeweils einen weiteren DLC in das Spiel gebracht. Dabei handelt es sich unter anderem um den Spielemodus Todessturm, der eine Mischung aus den Modi Luftangriff und dem klassischen Rennen bildet. Bei jedem weiteren Spielemodus wird ebenfalls immer eine brandneue Strecke mitgeliefert.

## Kritik
Trotz seiner vor allem für den PC teilweise schlechten Umsetzung erhielt das Spiel meist gute bzw. gemischte Kritiken.

„Split/Second is the most fun I’ve had playing a racing game in years. Split/Second is akin to a Disney thrill ride that’s filled with explosive racing action at all the right moments.“

„Split/Second ist das spaßigste Rennspiel, das ich seit Jahren gespielt habe. Split/Second ist so eine Art Disney-Achterbahn, die an den richtigen Momenten mit explosiver Action gefüllt ist.“

„Bereits nach wenigen Stunden hinter dem Lenkrad ist man des Spiels überdrüssig und es fühlt sich an, als ob das versprochene, spannende Chaos zu großen Teilen während der Entwicklung des Titels verbraucht wurde.“